# José Manuel Ruiz Reyes
José Manuel Ruiz Reyes (Guadix, 16 de julio de 1978) es un deportista español que compite en tenis de mesa adaptado. Ganó cinco medallas en los Juegos Paralímpicos de Verano entre los años 2000 y 2016.

## Palmarés internacional
| Juegos Paralímpicos | Juegos Paralímpicos     | Juegos Paralímpicos | Juegos Paralímpicos |
| Año                 | Lugar                   | Medalla             | Prueba              |
| ------------------- | ----------------------- | ------------------- | ------------------- |
| 2000                | Sídney (Australia)      | Medalla de plata    | Individual 10       |
| 2000                | Sídney (Australia)      | Medalla de bronce   | Equipo 10           |
| 2008                | Pekín (China)           | Medalla de plata    | Equipo 9-10         |
| 2012                | Londres (Reino Unido)   | Medalla de bronce   | Equipo 9-10         |
| 2016                | Río de Janeiro (Brasil) | Medalla de plata    | Equipo 9-10         |

## Condecoraciones
- Medalla de bronce de la Real Orden del Mérito Deportivo, otorgada por el Consejo Superior de Deportes (2013)[6]
- Medalla de plata de la Real Orden del Mérito Deportivo, otorgada por el Consejo Superior de Deportes (2019).[7]